# گنووا ماتوته
گنووا دیزون ادروزا-ماتوته (انگلیسی: Genoveva Dizon Edroza-Matute؛ ۳ ژانویه ۱۹۱۵–۲۱ مارس ۲۰۰۹) یک زن نویسنده اهل فیلیپین بود. در سال ۱۹۵۱، او اولین جایزه پالانکا برای داستان کوتاه فیلیپینی را برای کتاب «داستان مابوتی» (به فیلیپینی: Kuwento ni Mabuti) دریافت کرد. این کتاب به عنوان گلچین‌شده‌ترین داستان کوتاه زبان تاگالوگ ذکر شده‌است.

## زندگی
ماتوته در ا۳ ژانویه ۱۹۱۵ در سانتا کروز، مانیل متولد شد. او در دانشگاه سانتو توماس تحصیل کرد و آنجا دکترای خود را در سال ۱۹۶۴ به دست آورد و پیش از آنکه استاد دانشگاه شود، شروع به تدریس در مقطع ابتدایی و دبیرستان کرد.
او در طول تحصیلات دانشگاهی خود، تعدادی داستان کوتاه مبتنی بر تاریخ نوشت که در بسیاری از کتاب‌های درسی برای دبستان و دبیرستان گنجانده شده‌است. ماتوته به چندین زبان می‌نوشت: زبان فیلیپینی مادری‌اش زبان تاگالوگ، زبان دومش انگلیسی و همچنین به زبان فیلیپینی هنگامی که درحال تبدیل شدن به زبان ملی بود.
وی در سال ۱۹۸۰ به عنوان رئیس گروه فیلیپین در کالج عادی فیلیپین (در حال حاضر دانشگاه عادی فیلیپین؛ Philippine Normal University) بازنشسته شد.

## جوایز
نوشته‌های وی به دلیل کمک به ادبیات تاگالوگ و هویت فرهنگی فیلیپینی مورد ستایش قرار می‌گیرند. بین سالهای ۱۹۵۱ و ۱۹۶۱، ماتوته برای داستانهای کوتاه خود چهار جایزه یادبود دان کارلوس پالانکا را از آن خود کرد، از جمله برای «داستان مابوتی» (Ang Kuwento ni Mabuti)، که اولین داستان کوتاه تاگالوگ بود که این جایزه بزرگ را بدست آورد. او همچنین اولین زن فیلیپینی بود که موفق به دریافت این جایزه معتبر ادبی شد.

## درگذشت
ماتوته در ۲۱ مارس ۲۰۰۹ در حالی که در خواب بود در سن ۹۴ سالگی درگذشت. او در گورستان مانیل شمالی به خاک سپرده شد.

## بزرگداشت
در تاریخ ۳ ژانویه سال ۲۰۲۰، گوگل ۱۰۵مین سالگرد تولد او را با تغییر گوگل دودل جشن گرفت.